# La Lande-d'Airou
La Lande-d'Airou  là một xã thuộc tỉnh Manche trong vùng Normandie tây bắc nước Pháp. Xã này nằm ở khu vực có độ cao trung bình 99 mét trên mực nước biển.